# Патриша Сейболд
Патриша Сейболд (на английски: Patricia Seybold) е сред експертите, които могат да осигурят на 1000-та най-добри компании, определени от „Форчън“, стратегически консултации, технологични напътствия и практически ползи.
Патриша Сейболд е автор на бестселъри в областта на бизнес консултациите.
Книгата ѝ „Потребители.сом“, издадена през 1998 г., анализира опита на 16 успешни компании, които са създали своя е-бизнес с цел да повишат приходите си, да подобрят печалбата си и да затвърдят лоялността на клиентите.
„Революцията на потребителите“, издадена през 2001 г., описва как 13 глобални компании от различни индустрии се управляват от и за потребителите и същевременно постоянно повишават качеството и удовлетвореността на потребителите от опита с тях.
Тя е съавтор на книгата „МаркаДете“, издадена през 2003 г., за глобалните тийнейджъри и техните взаимоотношения с марките. Последната ѝ книга „Извън иновацията: Как потребителите ви ще участват в определянето на бъдещето на компанията ви“ представя иновационните практики в тридесет организации, продиктувани от опита на потребителите.